# WCW
WCW（World Championship Wrestling）は、アメリカ合衆国のプロレス団体及び興行会社。ジョージア州アトランタに本社が置かれていた。
1. オーナーはCNNの創業者であるテッド・ターナー。設立当初はNWAに加盟していた。エリック・ビショフによって付けられた愛称は「Big boy's play（大男たちの遊び場）」。
2. 1. の団体名の由来となったテレビ番組のタイトル。この経緯は本項の中で述べている。

## 歴史

### テレビ番組「WCW」
WCWはもともとNWAの加盟団体であるGCWがテッド・ターナーのTBSで放送していた試合中継を主とした番組のタイトルであった。1984年、同団体の興行株の過半数を持っていたジム・バーネット、ジャック・ブリスコ、ジェリー・ブリスコら4人が、ビンス・マクマホンにそれを売却してしまう。そのためWCWの放送権をWWFが獲得。番組名は、そのまま内容がWWFの中継に変更された。1年後、NWAミッド・アトランティック・レスリング（JCP）が、GCWの元株主であるオレイ・アンダーソンらが持っていた残りの興行株を買収してNWAジョージア地区を吸収、同時にWCWの権利をWWFから買い取って引き続き、『World Championship Wrestling』を放送。
JCPは、その後、NWAフロリダ地区のCWFも吸収合併して1987年、提携関係にあったルイジアナ州のUWF（主宰：ビル・ワット）をも買収して、WWFとほぼ同規模の巨大プロレス団体となった。しかし、急激な巨大化に対処できずに、経営不振から1988年11月テッド・ターナーに売却されて、TBSのプロレス部門の子会社として再出発をすることとなりWCWが設立された。当初はこれまでどおりNWA（会長はJCP代表のジム・クロケット・ジュニア）に所属していたため、NWA-WCWとも名乗っていた。クロケットはコンサルタントとして新会社に残ったが、1年後には現場から離れた。

### 初期
WCWの社長は親会社の顧問弁護士などが務めて実権は本社から派遣された副社長が握る組織であった。このことが後々までWCWの迷走の原因となった。初代副社長に任命されたのは、かつてセントルイスの地方局長時にプロレス番組を放送して、その後はピザハットに転職したジム・ハードだった。安易なギミックを次々と設定して、スーパースターでありWCWを代表する選手であったリック・フレアーに対しても「古代の剣闘士」スパルタクスへのギミックチェンジを迫るなど、プロレスについての理解が乏しく、この時代にWCWに所属していた選手たちのハードへの評価は非常に辛辣である。
WCWは、その発足後もNWA世界ヘビー級王座のタイトルマッチが行われていたが、1991年3月21日に東京ドームで藤波辰爾とフレアーが王座戦を行い、藤波が3カウントを取る。WCWの用意したシナリオでは本国のルールに則り、3カウント前のオーバー・ザ・トップロープによる藤波の反則負けてフレアーの王座防衛だったが、新日本プロレスが納得せず、WCWも王座移動を了承しなかったため、藤波がNWA世界ヘビー級王者になり、フレアーはWCW王座を防衛したことにされて王座が分裂してWCW世界ヘビー級王座が誕生。
同年夏、フレアーがかねてから副社長のジム・ハードとの確執により、WCW世界ヘビー級王座を保持したままWWFに移籍。フレアーが不在の期間はレックス・ルガー、ビッグバン・ベイダー、スティングらがWCW世界ヘビー級王座を争った。この期間にはハードに代わってビル・ワットが副社長を務めていた。
1993年9月、WCWはNWAから脱退。

### エリック・ビショフによる転換 - Monday Night Wars
WCWの転換期はエリック・ビショフによって始まった。元AWAのリングアナウンサーでWCWに雇用されてからはテレビスタッフとしても働き、低迷するWCWを救うべく、1993年、フレアーらの推薦もあり副社長に抜擢された。1994年6月11日、ビショフは引退して俳優として活動中だったハルク・ホーガンとの契約に成功して、半年後にはやはりセミリタイヤしてコメンテーターに転向していたランディ・サベージをWWFから引き抜いた。同年、「バッシュ・アット・ザ・ビーチ'94」でホーガンはリック・フレアーを破る。PPVで放送された、この大会で高い収益をはじき出してホーガンはビショフの信頼を得た。
1995年9月4日、WCWはWWFの看板番組だった「Monday Night RAW」の裏番組として「Monday Nitro」の放送をTNT局で開始。名称からしてRAWを意識した番組であることは明白だった。ビショフは第1回放送でいきなり前日までWWFの大会に出場していたルガーを引き抜いて登場させた。WCWとWWFの対立は月曜夜の番組視聴率戦争、通称「Monday Night Wars」へと発展して2001年、WWEの買収によるWCWの消滅まで5年半に渡り続くことになる（詳しくは「Monday Night Wars - Attitude時代」を参照）。

### WCW対nWo
1996年、WCWは、その絶頂期を迎えることになった。WWFよりスコット・ホールとケビン・ナッシュを引き抜き、5月27日に「WWFからの侵略者」としてホールが登場して、翌週にナッシュがMonday Nitroに登場してWCW正規軍に3対3のタッグマッチを提案する。7月7日、WCW正規軍メンバーに選ばれたのはスティング&レックス・ルガー&ランディ・サベージ対アウトサイダーズ（スコット・ホール&ケビン・ナッシュ）、第3のメンバーは謎のまま試合が始まった。試合がカオス化して混沌としている中にホーガンが登場。WCW正規軍を助けるのかと思いきやアウトサイダースに加勢しまさかのヒールに転向。試合終了後にnWoの結成を宣言してWCW正規軍との抗争をはじめ、数々の斬新なコンセプトで大人気を博す。
nWoと同時に、絶対的なベビーフェイスだったスティングの黒バージョン（黒でもベビーフェイス）への変貌のストーリーラインと並行しつつ、長期に渡る抗争や、ゴールドバーグの大ブレイクなどもあり、WWFを完全に追い抜き、1996年6月10日から1998年4月13日まで83週間連続して視聴率で上回り、一時期はWWFを廃業の一歩手前にまで追い込んだ。
1997年12月28日、MCIセンターでWCW最大イベントの第14回「Starrcade」を開催。ホーガン対スティングをメインイベントに置いた、この大会はWCW史上最高となる66万件のPPV購入件数をたたき出し、同年に開催された過去最低の件数となっていた「WrestleMania 13」と打って変わり、PPV市場においてもWCWはWWFに大差をつけていた。

### ポストnWo
1998年、WWFが月曜夜における視聴率戦争の劣勢を回復しつつあった。WWFはビンス・マクマホンとストーン・コールド・スティーブ・オースチン（彼は皮肉にもエリック・ビショフによって1995年にWCWを解雇されていた）の対立を中心としたアティテュード路線がヒットしてMonday Nitroの視聴率は徐々にRAWに押されていった。
WCWはnWoウルフパックなどで対立構造を作り出して抗争を行うも、nWoの焼き直しとしてそれほどの人気は得られなかった。ビショフはマクマホンを真似て自らリングに上がってリック・フレアーと対戦したり、フォー・ホースメンの再結成などを行うも完全にファンのニーズを見失っていた。WCWはあくまで企業であったため、ホーガン、ナッシュなど、ビショフと親しい多くのトップ選手は契約の際に高額な給料とともにクリエイティブ・コントロール（自分の係わるストーリーライン、マイクアピールなどについて決定できる権利）を与えられていた。現場は無用な混乱に苛まれる様になり、WCWの衰退はますます酷くなった。一部のベテラン選手たちが権力を独占していたことにより、才能ある中堅選手たちの多くはチャンスを与えられず、1999年にはポール・ワイトとクリス・ジェリコが、2000年1月にはクリス・ベノワ、エディ・ゲレロ、ディーン・マレンコ、ペリー・サターンがWWFへの移籍を選択。
1999年9月10日、ビショフが業績不振により解雇された。

### 迷走 - 崩壊
WCWはビショフに変わる存在として、WWFのシナリオライターだったビンス・ルッソーを引き抜き起用するものの、貧弱、あるいはWWFで一度使ったような台本しか書けず状況は好転しなかった。またルッソーがWCWの全てのブッキングやストーリーに関する権利を自分に集めようとして周囲の反発を招き、内部は一層混乱。そのため、ケビン・ナッシュら一部選手の横暴にスタッフが対応しきれなくなり、ついにはスコット・ホールのアルコール依存及び度重なる暴力事件への対応を誤らせる結果となった。
WWFはマクマホンを中心とした強力な現場主義と統制を徹底しており、選手の勝手を許さない一方で、多くのチャンスを与える文化と十分なバックアップ体制があり、番組の新陳代謝が活発であった。クリス・ジェリコによれば彼がWCWに在籍している間、「ATM」と揶揄するほど金払いは良かったものの、試合会場に着いても何もセッティングされていないことがしばしばあり、試合の勝敗などはベテラン選手が取り仕切って若手の自分にはほとんどチャンスが与えられていなかったという。
2000年4月10日、ビショフが復帰し、ルッソーと共同でストーリーラインを決定していくことになり、ここからWCWは混迷の極みを見せる。4月25日、WCWが製作した映画「Ready to Ramble」（邦題「ヘッド・ロック GO!GO! アメリカン・プロレス」）の主演俳優であるデヴィッド・アークエットにWCW世界ヘビー級王座を獲得させる。6月にはルッソーが選手としてフレアーと戦い勝利、さらには12歳だったフレアーの息子やバフ・バグウェルの母親に試合を行わせた。その後もゴールドバーグをヒールに転向させたり、ついにはルッソー自らがWCW世界ヘビー級王座を獲得する展開を見せた。この頃には既にWCWの損失額は8000万ドルに上っていたという。
AOLとの合併が迫っていたタイム・ワーナーは赤字部門の切捨てを計画し、2001年1月にはフュージェント・メディア・ベンチャーによる買収、それに伴うビショフを中心とするWCWの再編が計画された。しかし、TBSがプロレス放送からの撤退を決定したために交渉が難航して3月23日、マクマホンによって買収されて、3月26日のMonday Nitroをもって活動終了。

### WWFによる買収 - 終焉
WWFが買収したのは「WCWが持つ全てのパテント」、「WCWが持つNWA時代からの映像ソース」、「24名の選手の契約書」で、WWFは当初はテレビマッチオンリーの、若手選手を中心としたWWF傘下のブランドとしてWCWを再構築する予定だった。
しかし、買収後にWWFと契約したWCW所属選手が、ブッカー・Tとダイヤモンド・ダラス・ペイジを除き全員が若手選手と中堅選手であったため（他の大物選手はWCWの親会社AOLタイム・ワーナーとの個人契約が残っており、すぐにはWWFのリングに上がれなかった）、放送局やスポンサーが見つからず、この計画は頓挫している。
再構築を諦めてWWFの番組に選手を登場させる方針に転換。しかし、乱入などを繰り返すも観客の反応は薄く、鳴り物入りで行なわれたブッカー・T対バフ・バグウェルのWCWヘビー級王座戦も完全な不発に終わった。その後、旧WCW所属選手が集まって復活したECWと結託するというストーリーが組まれてWWF対アライアンス（WCW / ECW連合軍）のアングルで人気を煽ろうとしたものの、旧WCWレスラーで目立った活躍の場が与えられたのはブッカー・Tだけで、徐々にロブ・ヴァン・ダムを筆頭とするECW勢とWWFから寝返ったストーン・コールド・スティーブ・オースチンがアライアンス軍の中心となって行き、WCW勢は徐々にフェードアウトして行った。そしてストーリーの終結をもってWCWは消滅した。
近年、映像の権利を持つWWE（旧：WWF）からWCWのDVDが発売されている。

## タイトル
- WCW世界ヘビー級王座
- WCW世界タッグ王座
- WCW世界6人タッグ王座
- WCW世界TV王座
- WCW世界女子ヘビー級王座
- WCW世界女子クルーザー級王座
- WCWインターナショナル世界ヘビー級王座
- WCW US王座
- WCW USタッグ王座
- WCWクルーザー級王座
- WCWクルーザー級タッグ王座
- WCWハードコア王座

## 参戦選手

### 男子選手
- アーン・アンダーソン
- アレックス・ライト
- ヴィトー
- エヴァン・カレイジャス
- エディ・ゲレロ
- nWoスティング
- エリックス・スキッパー
- エリック・ビショフ
- カート・ヘニング
- カール・ウエレ
- クリス・キャニオン
- クリス・キャンディード
- クリス・ジェリコ
- クリス・ベノワ
- グレゴリー・ヘルムズ
- ケビン・ナッシュ
- ゴールドバーグ
- コナン
- ザ・ウォール
- ザ・ウォリアー
- シコシス（初代）
- シックス
- シッド・ビシャス
- シェーン・ダグラス
- ジェイミー・サン
- ジェフ・ジャレット
- ジミー・ヤン
- ザ・ジャイアント
- シェイン・ヘルムズ
- ジェネラル・レクション
- ジム・ドゥガン
- シャノン・ムーア
- ジョー・マレンコ
- ショーン・オヘア
- ショーン・スタージャック
- ジョニー・ザ・ブル
- ジョン・テンタ
- スコーピオ
- スコット・スタイナー
- スコット・ノートン
- スコット・ホール
- スタン・ハンセン
- スティービー・リチャーズ
- スティービー・レイ
- スティーブ・オースチン
- スティング
- ダイヤモンド・ダラス・ペイジ
- ダスティ・ローデス
- ダスティン・ローデス
- タンク・アボット
- チャボ・ゲレロ・ジュニア
- ディーン・マレンコ
- ディスコ・インフェルノ
- デヴィッド・アークエット
- デビッド・フレアー
- テッド・デビアス
- テリー・ファンク
- ノーマン・スマイリー
- ハードコア・ハック
- バーバリアン
- バフ・バグウェル
- バリー・ウインダム
- ハルク・ホーガン
- バンバン・ビガロ
- バンピーロ
- ビッグ・ヴィトー
- ビッグ・タイトン
- ビリー・キッドマン
- ブッカーT
- フベントゥ・ゲレーラ
- ブライアン・アダムス
- ブライアン・クラーク
- ブライアン・ノッブス
- ブライアン・ピルマン
- ブラック・キャット
- ブラッド・アームストロング
- ブレット・ハート
- ベイダー
- ペリー・サターン
- マーク・ジンドラック
- マイク・アッサム
- マイケル・ウォールストリート
- マイケル・ヘイズ
- ミング
- ラ・パルカ（初代）
- ランス・ストーム
- ランディ・サベージ
- リック・スタイナー
- リック・フレアー
- リック・マーテル
- リック・ルード
- ロディ・パイパー
- レイヴェン
- レイ・ミステリオ・ジュニア
- レックス・ルガー
- ロード・ウォリアー・アニマル
- ロード・ウォリアー・ホーク
- ロビーV
- ロン・シモンズ
- ワンマン・ギャング

### 女子選手
- シェリー・マーテル
- ジュディ・マーチン
- スーザン・セクストン
- マリア・ホサカ
- メデューサ
- バンビ
- ペギー・リー・レザー
- レイラニ・カイ

## 引用
1. ↑  Between the Ropes: Wrestling's Greatest Triumphs And Failures ISBN 9781550227260